# Тулгас

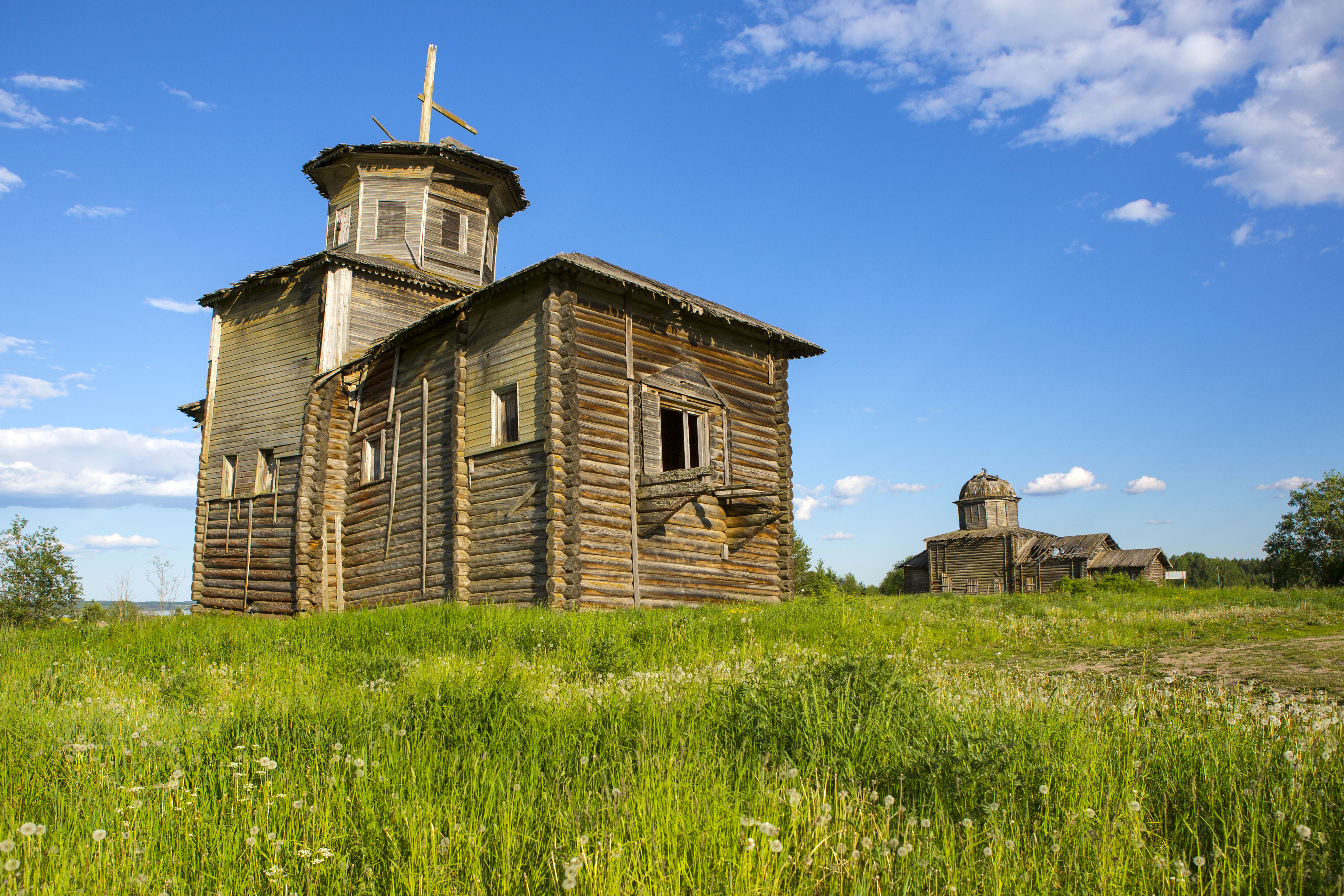
Храмовый комплекс. Церкви Власия и Климента

Ту́лгас — историческое название местности в Заостровском сельском поселении Виноградовского района Архангельской области.

## Этимология
Название местности, по-видимому, произошло от речки Тулгас, которая разделяет её на две части и впадает в Северную Двину.

## История
Первоначально местность по обе стороны реки Северная Двина заселялась финно-уграми (сначала саамы, позже чудь заволочская), затем — новгородцами, потом — ростовцами, в 1471 году она была присоединена к Москве. После никонианского раскола там стали жить и старообрядцы.
Административное деление края складывалось с конца XV века и определилось в XVI веке.
В XVII веке управление Поморским краем распределялось между тремя приказами — местность от устья реки Ваги, вверх по Двине, оказалась в ведении приказа Большого дворца. Важский уезд делился на четверти. Тулгасская волость, относилась к дворцовой и входила в Подвинскую четверть.
В XIX веке образованы удельные приказы, и Тулгасская волость вошла в Кургоминский удельный приказ. В дальнейшем создаются станы, а волости преобразуются в сельские общества. В 1888 году в 10 деревнях Тулгасского прихода проживало 598 душ обоего пола. Тулгасское сельское общество входило в состав Кургоминской волости.
При Советской власти до 1956 года существовал Тулгасский сельский совет.
В Тулгасскую волость (общество) входило 10 сёл (в духовных ведомостях упоминаются сёла, а не деревни): Нероновское, Булановское, Карповское, Сысоевское, Степановское (Стефановское), Труфановское, Масловское, Дмитриевское, Большое и Малое Коноваловское.
В настоящее время сохранились лишь названия деревень: Нероновская, Степановская, Масловская, Коноваловская. В народе эти деревни имеют другие названия: Нижний Конец, Травничиха, Ланская, Левичи, Гора, Гляденово, Гагаршина, Бор.

#### Интервенция
Впервые все тулгасские деревни были обобщены одним словом Тулгас во время Гражданской войны на Севере. В книгах видных участников войны Ивана Богового, Кедрова и других при описании тех событий говорится о Тулгасе без упоминания названия деревень. На картах «Истории гражданской войны и интервенции» везде данная местность названа Тулгасом. Да, и в трудах — воспоминаниях участников интервенции на Севере, вышедших на Западе, упоминается только Тулгас.
В Тулгасе шли ожесточённые бои.
28 августа 1918 британский монитор М25 продвигаясь в тумане, сел на мель и оказался в зоне огня трехорудийной артиллерийской батареи красных. После артиллерийского боя с потерями обеих сторон, батарея была уничтожена, а повреждённый монитор отступил.
В октябре-ноябре 1918 силы интервентов заняли Тулгас и закрепились в нескольких деревнях, создав обширный, хорошо оборудованный укрепрайон. Он имел проволочные заграждения, подготовленные артиллерийские позиции. Занимали его на юге, в деревнях Малое Коноваловское и Большое Коноваловское, американцы — отряд лейтенанта Гарри Денниса, из двух рот американской 339-й пехотной бригады «Белый медведь». Шесть деревень, от Масловской до Степановского, образовывали зону ответственности «Центральный Тулгас». Здесь находились склады с оружием и продовольствием, был оборудован штаб и казармы, в которых располагались основные силы союзников — порядка четырёхсот бойцов 2/10-й батальона Королевского шотландского пехотного полка и несколько десятков русских белогвардейцев. На севере окопались пятьдесят семь канадцев из 16-й артиллерийской бригады и небольшой отряд американских пехотинцев, вооружённых пулемётами Льюиса. В деревушке Нероновской в бараке расположился полевой госпиталь.
Красные 22 октября 1918 года провели разведку боем, используя интернациональные силы: две роты австрийцев и немцев под командованием бывшего кайзеровского улана Августа Фукса, три роты Коммунистического батальона во главе с литовцем Витольдом Малаховским и конный отряд осетина Хаджи-Мурата Дзарахохова.
11 ноября 1918 года, в день подписания перемирия, положившего конец Первой мировой войне, начался штурм укрепрайона, 12 ноября красные подтянули канонерские лодки «Богатырь» и «Усть-Сысольск» с 6 дюймовой артиллерией. Англичане вызвали эскадрилью самолётов «Сопвич», которые бомбили канонерки красных и заставили их отойти. Один английский самолёт был сбит.
Бои продолжались до 14 ноября. С большими обоюдными потерями силы интервентов удержали позиции.
Тулгаское восстание, произошедшее в укомплектованном из пленных красноармейцев Дайеровском полку англичан, было первым на Севере.
«…26 апреля 1919 года в одном из батальонов 3 северного полка, сформированного из мобилизованных в белую армию местных жителей, находившихся на оккупированной территории, произошло восстание…». Так как батальон был расквартирован в Тулгасе, восстание получило название Тулгасское восстание. (Воспоминания Мошарева Александра Герасимовича, участника и одного из организаторов восстания.)

## Достопримечательности

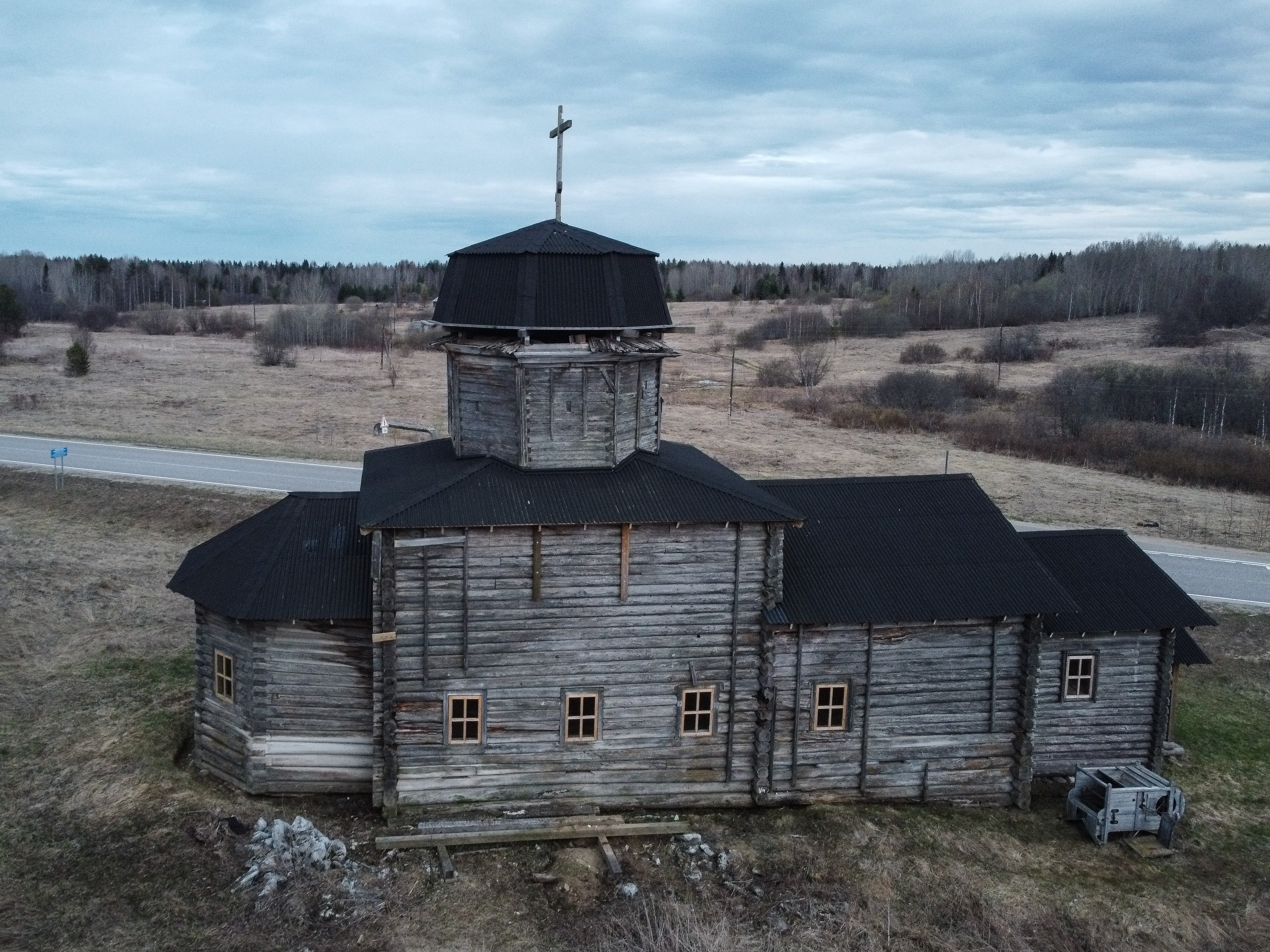
Церковь Климента в деревне Масловская, 2022

В Тулгасе есть две деревянные церкви, являющиеся культовым ансамблем XVIII—XIX веков. Одна из них Церковь Климента, другая — Власьевская, 1795 года постройки. Она представляет больший интерес, так как имеет отличительную черту в архитектуре: здание завершает купол, выполненный в форме огромной восьмигранной луковицы. Подобная архитектура достаточно необычна для деревянного зодчества того времени.
Собранные из массивных бревен могучие стены храма в советские времена были обычно местом, где хранили зерно, картошку или колхозную солярку.
Благодаря тому, что крыльцо храма было разобрано, а подклет находился достаточно высоко от земли, на протяжении многих лет ценные вещи внутри здания находились в сохранности. К тому же местные жители из церквей ничего не брали, так как придерживались старого поверья: кто что-то в храме возьмет, то примет на себя чужое горе.
Однажды в Тулгас приехала очередная экспедиция, люди представились сотрудниками Русского музея и, увидев иконостас, собрали иконы и увезли в неизвестном направлении. Лишь позже местные жители поняли, что иконы украли.
На сегодняшний день церковь не действует.

## Евгений Гагарин
В селе Большое Коноваловское родился писатель дальнего зарубежья Евгений Андреевич Гагарин. Евгений Гагарин эмигрировал из СССР в Германию в 1933 году. Автор книг: «Великий обман» (о судьбах тысяч крестьян, раскулаченных и высланных на Север из южных губерний России), «В поисках России», «Звезда в ночи» и других.

### Карты
- Лист карты P-38-51,52 Сергеевская. Масштаб: 1 : 100 000. Указать дату выпуска/состояния местности.
- [militera.lib.ru/h/severodvinskaya_flotilia/s04.gif Район Троицкой операции 20 июня 1919 г. (пунктиром обозначен речной фарватер)]
- Лист карты P-38-51-A,B — ФГУП «ГОСГИСЦЕНТР»
- Лист карты P-38-52-A,B — ФГУП «ГОСГИСЦЕНТР»